# Homöobox

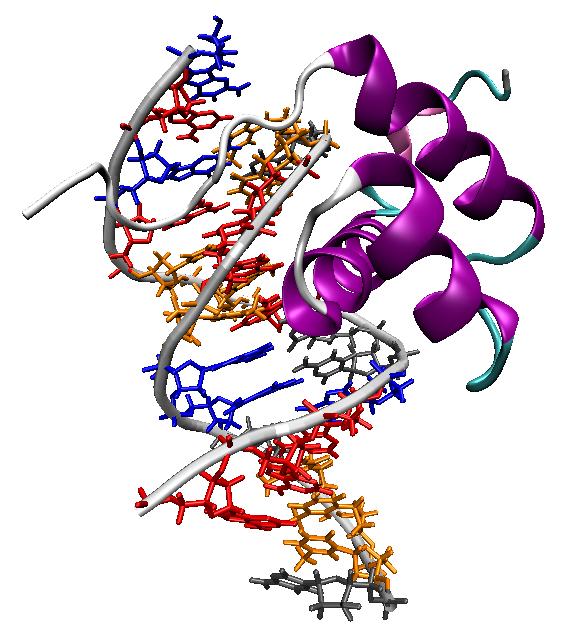
Bändermodell der Homöodomäne des Antennapedia-Proteins der Taufliege (Drosophila melanogaster), an ein DNA-Fragment gebunden, nach PDB.

Eine Homöobox ist eine charakteristische Sequenz homöotischer Gene, die für die Homöodomäne codiert. Die Homöodomäne ist eine Proteindomäne (also ein Proteinteil), die an DNA binden kann.
Gene, die eine Homöobox enthalten und in Gruppen angeordnet vorliegen, werden bei Wirbeltieren, wie dem Menschen, Hox-Gene, bei Gliedertieren, wie den Insekten, Hom-Gene oder allgemein Homöotische Gene genannt. Sie bilden die Hox-Gen-Familie.
Die Homöobox-Gene codieren für Transkriptionsfaktoren, die typischerweise eine ganze Kaskade anderer funktionell zusammenhängender Gene an- und abschalten, zum Beispiel solche Gene, die zur Ausbildung eines Beines beitragen. Dabei bindet sich die Homöodomäne selbst unspezifisch an verschiedene DNA-Sequenzen. Die Spezifität der Bindung an bestimmte DNA-Sequenzen wird durch andere Teile des Transkriptionsfaktors bewerkstelligt. Ein in der Wirkungskette schon gut untersuchter Transkriptionsfaktor ist das Bicoid-Protein.
Mutationen in Hox-Genen können zu überzähligen Beinen (zum Beispiel Beine anstelle von Antennen bei Fliegen – "Antennapedia-Mutante") führen. Sie können so Hinweise auf die Homologie bestimmter Organe geben. Meist allerdings bewirken Mutationen eine so starke Entwicklungsstörung, dass die betroffenen Embryonen absterben.
Hox-Gene wurden zuerst in der Taufliege Drosophila melanogaster entdeckt, später in vielen verschiedenen Arten, von anderen Insekten bis zu Reptilien und Säugetieren. Selbst einzellige Hefen verfügen über vergleichbare Gene. Dies legt nahe, dass diese Genfamilie sehr früh in der Evolution der Eukaryoten auftrat. Daher werden die Sequenzen von Hox-Genen auch gerne für die Bestimmung von Verwandtschaften für die Systematik benutzt.
Die bekanntesten Gen-Cluster von Hom-Genen bei Drosophila sind:
- der Antennapedia-Komplex(ANT-C); er kontrolliert die Ausbildung des Kopfes und der vorderen Brustsegmente; er umfasst ca. 100.000 Basenpaare (100 kBp); ANT-C besteht aus den Genabschnitten
  - labial
  - proboscidea
  - deformed
  - Sex combs reduced
  - Antennapedia

- der Bithorax-Komplex (BX-C); er beeinflusst die hinteren Brustsegmente sowie den Hinterleib. Dieser Komplex ist mit 300 kBp noch deutlich länger als ANT-C; BX-C besteht aus den Genabschnitten
  - Ultrabithorax
  - Abdominal-A
  - Abdominal-B